# ヒムネオオハシ
ヒムネオオハシ (緋胸大嘴、学名：Ramphastos vitellinus) は、キツツキ目オオハシ科に分類される鳥類の一種。

## 分布
南アメリカ

## 生態
主食は果実。昆虫も採食する。
営巣は木の洞。